# Drosophila gunungcola
Drosophila gunungcola är en tvåvingeart som beskrevs av Sultana, Kimura och Masanori Joseph Toda 1999. Drosophila gunungcola ingår i släktet Drosophila och familjen daggflugor.
Artens utbredningsområde täcker Java och Sumatra.